# Западный Кань-сюр-Мер
За́падный Кань-сюр-Мер (фр. Cagnes-sur-Mer-Ouest) — упразднённый кантон во Франции, в регионе Прованс — Альпы — Лазурный Берег, департамент Приморские Альпы. Входил в состав округа Грас. Код INSEE кантона — 0645.
До марта 2015 года в состав кантона Западный Кань-сюр-Мер входило 4 коммуны, административный центр располагался в коммуне Кань-сюр-Мер.

## Состав кантона
| Коммуна          | Население, чел. (1999) | Почтовый индекс | Код INSEE |
| ---------------- | ---------------------- | --------------- | --------- |
| Вильнёв-Лубе     | 12 935                 | 06270           | 06161     |
| Кань-сюр-Мер     | 12 315                 | 06460           | 06037     |
| Ла-Коль-сюр-Лу   | 6697                   | 06480           | 06044     |
| Сен-Поль-де-Ванс | 2847                   | 06570           | 06128     |

## Население
Население кантона на 2007 год составляло 39 979 человек.
| 1962 | 1968 | 1975 | 1982 | 1990 | 1999   | 2006 | 2007   | 2008 |
| ---- | ---- | ---- | ---- | ---- | ------ | ---- | ------ | ---- |
| —    | —    | —    | —    | —    | 34 794 | —    | 39 979 | —    |

По закону от 17 мая 2013 и декрету от 24 февраля 2014 года количество кантонов в департаменте Приморские Альпы уменьшилось с 52-х до 27-ми. Новое территориальное деление департаментов на кантоны вступило в силу во время выборов 2015 года. После реформы кантон был упразднён. Коммуны Вильнёв-Лубе, Ла-Коль-сюр-Лу, Сен-Поль-де-Ванс переданы в состав вновь созданного кантона Вильнёв-Лубе, а коммуна Кань-сюр-Мер передана в состав вновь созданных кантонов Кань-сюр-Мер-1 и Кань-сюр-Мер-2 (округ Грас).